# Giờ ở Thái Lan
Thái Lan sử dụng múi giờ UTC+07:00, đi trước UTC 7 giờ. Giờ địa phương ở Bangkok ban đầu là UTC+06:42:04. Thái Lan sử dụng giờ địa phương này cho đến năm 1920, khi nó đổi thành Giờ Đông Dương, UTC+07:00; Thái Lan không áp dụng Quy ước giờ mùa hè. Thái Lan có cùng múi giờ với Việt Nam, Campuchia, Lào, Đảo Giáng Sinh và Tây Indonesia.

## Lịch sử
- Trước ngày 1 tháng 1 năm 1901, các địa điểm ở Xiêm có đài quan sát thiên văn áp dụng giờ trung bình địa phương dựa trên vị trí địa lý của đài quan sát. Tỉnh Chiang Mai và hai tỉnh khác đều có một đài quan sát, do đó, mỗi tỉnh có giờ trung bình địa phương riêng biệt, với độ chênh lệch phút giữa ba địa điểm.
- Thái Lan tuyên bố vào ngày 16 tháng 3 năm 1920 rằng cả nước sẽ di chuyển đồng hồ của họ 17 phút, 56 giây vào ngày 31 tháng 3 năm 1920 để phù hợp với thời gian đang được sử dụng ở Đông Nam Á. Thời gian được chuyển vào ngày 1 tháng 4 năm 1920 lúc 00:00 (giờ cũ) thành 00:17:56 (giờ mới).[2]
- Vào ngày 1 tháng 4 năm 1920, thời gian trung bình của kinh tuyến thứ 105 về phía đông (đi qua tỉnh Ubon Ratchathani) được Xiêm La thông qua làm giờ chuẩn mới. Thời gian trung bình của kinh tuyến 105 là 7 trước giờ chuẩn Greenwich (tức là giờ địa phương tại Đài thiên văn hoàng gia Greenwich).
- Vào tháng 7 năm 2001, Thái Lan thông báo ý định dời thời gian của mình về phía trước một giờ để phù hợp với cả Malaysia và Singapore và quan trọng hơn là với Trung Quốc và Hồng Kông, tức là UTC+08:00.[3] Điều này đã vấp phải nhiều chỉ trích và phản đối và kế hoạch đã bị rút lại.[ <span title="This claim needs references to reliable sources. (July 2019)">cần dẫn nguồn</span> ]

| Thời gian sử dụng                        | Chênh lệch thời gian so với GMT | Tên thời gian (không chính thức) |
| ---------------------------------------- | ------------------------------- | -------------------------------- |
| 1 tháng 1 năm 1880 - 31 tháng 3 năm 1920 | UTC+06:42:04                    | Giờ trung bình Bangkok           |
| 1 tháng 4 năm 1920 - nay                 | UTC+07:00                       | Giờ Đông Dương (ICT)             |

## Đo lường thời gian
Vào ngày 1 tháng 1 năm 1990, Nội các Thái Lan bổ nhiệm Hải quân Hoàng gia Thái Lan làm đơn vị đo thời gian chính thức cho Thái Lan. Giờ chuẩn Thái Lan có nguồn gốc từ năm đồng hồ nguyên tử do Hải quân Hoàng gia Thái Lan duy trì.